# Indiana Evans

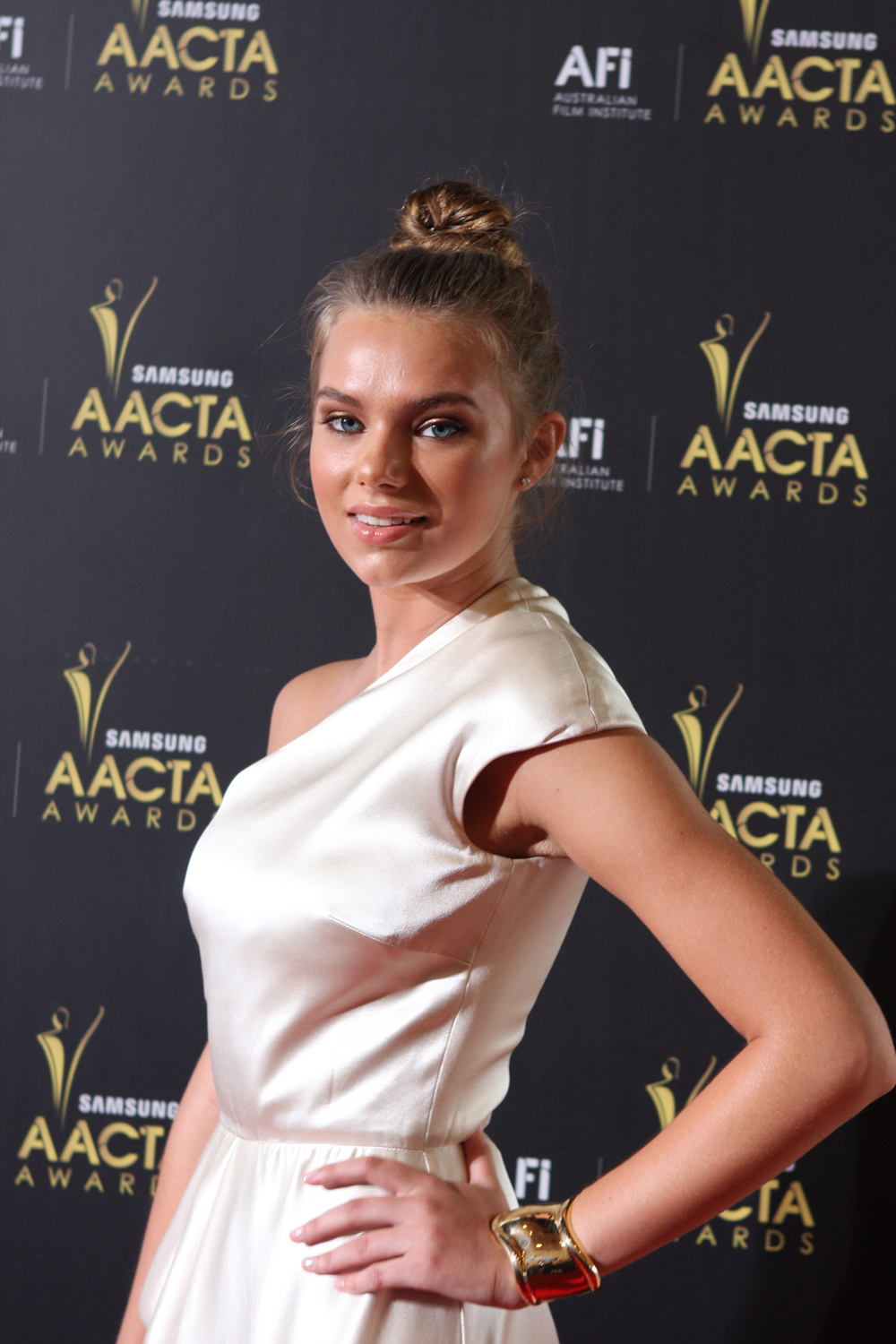
Indiana Evans w 2012 roku

Indiana Rose Evans (ur. 27 lipca 1990 w Sydney) – australijska aktorka i piosenkarka, znana z ról w australijskich serialach Zatoka serc i H2O – wystarczy kropla.

## Życiorys
Już w wieku 5 lat interesowała się aktorstwem. Gdy miała 7 lat, rodzice zapisali ją do szkółki tanecznej, na początku ćwiczyła balet, następnie jazz. W wieku 10 lat zainteresowała się muzyką i grą na perkusji. W 2001 zagrała swoją pierwszą rolę w Asguard commercial. Przed rolą w Zatoka serc rozpoczęła naukę w High School w Newtown, lecz zrezygnowała z niej po dwóch tygodniach. Do 15 roku życia uczyła się korespondencyjnie.
W 2003 Evans wystąpiła gościnnie jako Milly Roberts w serialu Cena życia. Potem wzięła udział w amerykańskiej kampanii Kool Aid. Pojawiła się również w australijskiej komedii Comedy Inc. W tym samym roku dostała rolę Abbie Oakly w serialu telewizyjnym Snobs. W 2004, gdy jej udział w Snobs dobiegał końca, została zaproszona do roli Matyldy Hunter z serii Zatoka serc. W 2005 została nominowana do Logie Award. Wystąpiła również w trzecim sezonie w serialu dla młodzieży H2O – wystarczy kropla jako Bella Hartley, zastępując Claire Holt (odtwórczynię roli Emmy Gilbert).
W 2015 roku, po gościnnym występie w serialu Ash kontra martwe zło, zerwała z zawodem aktorki.

## Życie prywatne
Indiana ma starszą siostrę Alexis oraz młodszego brata Maxa.

## Filmografia
| Lata      | Tytuł                         | Rola                     | Uwagi            |
| --------- | ----------------------------- | ------------------------ | ---------------- |
| 2003      | Cena życia                    | Milly Roberts            | 1 odc.           |
| 2003–2004 | Snobs                         | Abby Oakley              | 26 odc.          |
| 2004–2008 | Zatoka serc                   | Matilda Hunter           | telenowela       |
| 2008      | The Strip                     | China Williams           | 1 odc.           |
| 2009–2010 | H2O – wystarczy kropla        | Isabella „Bella” Hartley | 26 odc.          |
| 2010      | Arktyczny podmuch             | Naomi Tate               | film             |
| 2010      | Cops L.A.C.                   | Kylie Tremaine           |                  |
| 2011      | Crownies                      | Tattum Novak             | 22 odc.          |
| 2012      | Błękitna laguna: Przebudzenie | Emmaline „Emma” Robinson | film telewizyjny |
| 2013      | Janet King                    | Tatum Novak              | 4 odc.           |
| 2015      | Podejrzany                    | Natalie Crawford         | 10 odc.          |
| 2015      | House Husbands                | Tash                     | 2 odc.           |
| 2015      | Ash kontra martwe zło         | Melissa                  | 2 odc.           |